# 織田信房 (造酒丞)
織田 信房（おだ のぶふさ）は、戦国時代の武将。織田氏の家臣。

## 生涯
信房の前半生は不明であるが、1542年（天文11年）の小豆坂の戦いには参陣しており、これ以前から織田信秀に仕えていたものと考えられる。小豆坂の戦いでは戦闘中に負傷しつつも奮戦した。信秀死後は嫡男信長に仕えており、1556年（弘治2年）に信長が弟信勝と戦った稲生の戦いでは柴田勝家によって佐々孫介が討たれ、危機に陥った際に森可成とともに奮戦し、勝利に導いている。
桶狭間の戦いに参陣した記録を最後に記録が絶えることから、桶狭間の戦いで討死したとされることもあるが、詳細は不明であり、没年もわからない。

## 出自・子孫
織田の名字を名乗るが、織田一族ではなく、信房の祖父である岸蔵坊が織田姓を賜ったと伝えられる。『信長公記』においては小豆坂の戦いで主君信秀の弟たち（信康、信光、信次）の次に名が挙がっており、太田牛一には一門扱いをされているようである。
子は信長の側近である菅屋長頼と、小瀬氏の養子となった小瀬清長がいる。しかし、長頼は2人の子ともども本能寺の変で討死し、清長には子は伝わっていないため、子孫は伝わっていない。

## 逸話
信房の領民と池田恒興の領民が強盗事件をめぐって諍いを起こし、火起請を行い、恒興の領民に非があるとされたが、恒興側がこれを認めなかったため、信房と恒興がそれぞれ兵を出して対立した。これを収めるため、主君である信長自身が火起請を行った逸話が伝わる。